# Tryggvi Guðmundsson
Tryggvi Guðmundsson (ur. 30 lipca 1974 w Vestmannaeyjar) – islandzki piłkarz, napastnik, wychowanek klubu Vestmannaeyja, od 2013 roku zawodnik zespołu Fylkir. W reprezentacji Islandii zadebiutował w 1997 roku. Ma na koncie ponad 40 występów w kadrze.